# Euonychodes
Euonychodes là một chi bướm đêm thuộc họ Noctuidae.